# Alessandro Fedeli
Alessandro Fedeli (* 2. März 1996 in Negrar di Valpolicella) ist ein ehemaliger italienischer Radrennfahrer, der auf der Straße aktiv war.

## Sportlicher Werdegang
Nach dem Wechsel in die U23 fuhr Fedeli zunächst für die italienischen Radsportvereine General Store-Bottoli-Zardini und Colpack-Marchiol. 2017 erzielte er als Amateur mit dem Etappengewinn der letzten Etappe des Giro della Valle d’Aosta seinen ersten Erfolg auf der UCI Europe Tour. Im Folgejahr wurde er Mitglied im UCI Continental Team Trevigiani Phonix-Hemus 1896. Für das Team fügte er drei weitere Erfolge seinen Palmarès hinzu.
Noch in derselben Saison erhielt Fedeli die Möglichkeit, als Stagaire für Delko zu fahren und wurde zur Saison 2018 in das UCI ProTeam übernommen. Mit seinem neuen Team konnte er weitere Erfolge einfahren, unter anderem bei der Kroatien-Rundfahrt 2019 und der Tour du Limousin 2020.
Nach Auflösung des Teams Delko Ende 2021 wechselte Fedeli zur Saison 2022 zum UCI ProTeam Gazprom-RusVelo. Noch im Februar verpasste er bei der Tour of Antalya als Zweiter den Gewinn der Gesamtwertung um wenige Sekunden. Nachdem dem Team Gazprom aufgrund des Russischen Überfalls auf die Ukraine durch die UCI die Lizenz entzogen wurde, wurde er zum 20. Juni des Jahres Mitglied im Eolo-Kometa Cycling Team.
Zur Saison 2023 wechselte Fedeli zum Q36.5 Pro Cycling Team. Das wertvollste Ergebnis für sein neues Team war der dritte Platz bei Eschborn–Frankfurt 2023. Nach der Saison 2023 erklärte er im Alter von 27 Jahren den Rücktritt vom aktiven Radsport, um sich seinem im November 2023 eröffneten Studio für Bikefitting, Athletiktraining und Sportmassagen zu widmen.

## Erfolge
2014
- Gran Premio Sportivi di Sovilla

2017
- eine Etappe Giro della Valle d’Aosta

2018
- eine Etappe Giro della Valle d’Aosta
- Trofeo Edil C
- Gran Premio della Liberazione

2019
- eine Etappe Kroatien-Rundfahrt
- eine Etappe Tour du Rwanda

2020
- eine Etappe Tour du Limousin